# Charles Champaud
Charles Champaud (1865) è stato un ginnasta svizzero.
Champaud partecipò alla gara delle parallele, cavallo e volteggio dei giochi della I Olimpiade. Non vinse alcuna medaglia. Le sue prestazioni sportive non sono conosciute.
Secondo il Comitato Olimpico Bulgaro, benché fosse di cittadinanza svizzera, egli partecipò ad Atene 1896 come rappresentante della Bulgaria, in quanto viveva e lavorava a Sofia come professore. Mallon e de Wael lo inseriscono entrambi come svizzero.
In Bulgaria, Charles Champaud (Шарл Шампо in lingua bulgara) introdusse il calcio nel paese e, in particolare, nel 1895 (la prima partita in Bulgaria avvenne a Varna in 1894, organizzato da un altro insegnante svizzero).